# Château de Blücherhof
Le château de Blücherhof (Schloß Blücherhof) est un château allemand du Mecklembourg situé à Blücherhof, hameau appartenant à la commune de Klocksin dans l'arrondissement du Plateau des lacs mecklembourgeois.

## Historique

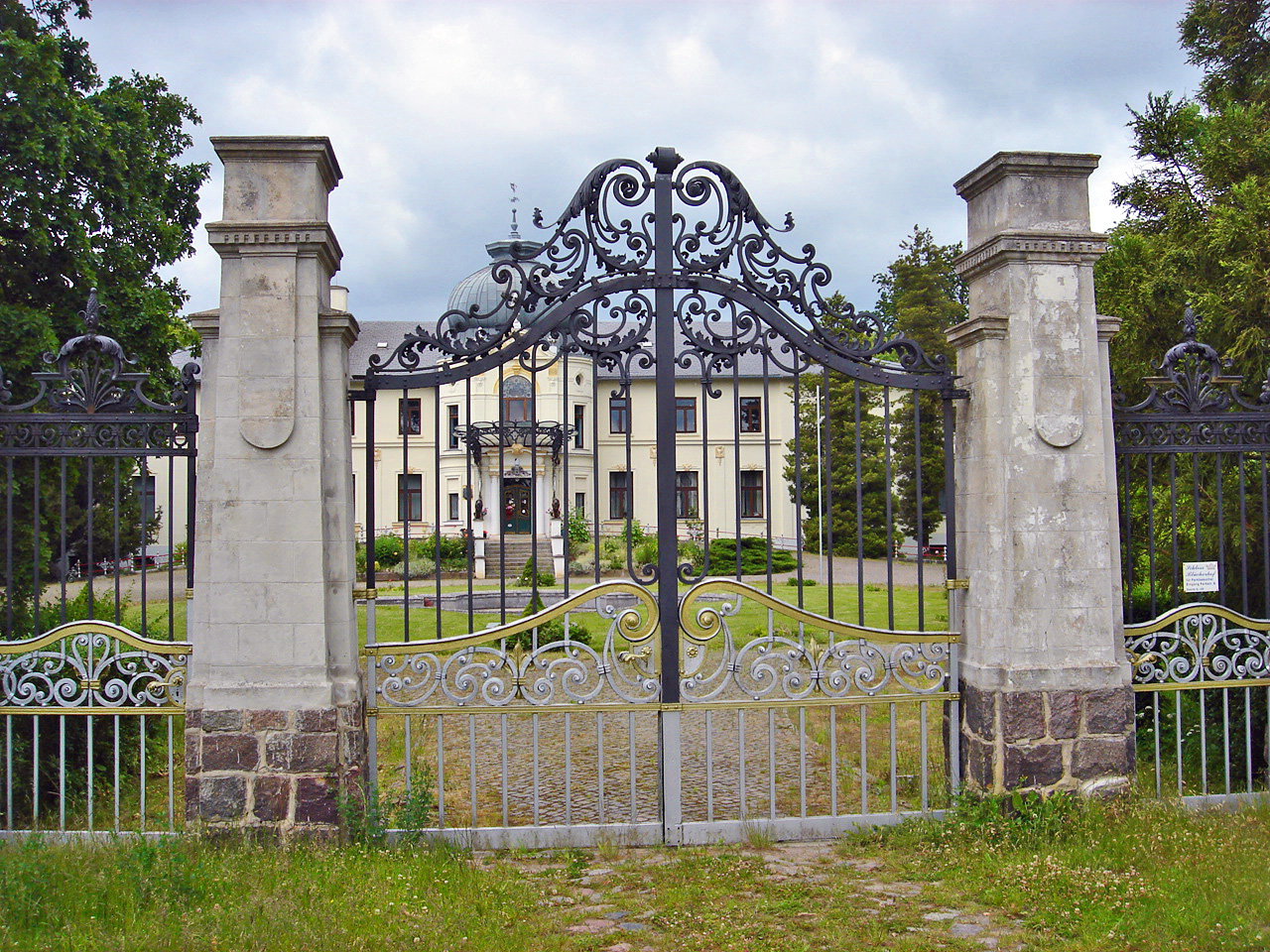
Portail du château

Le domaine de Blücherhof a été fondé en 1789 par Ludwig von Blücher et change de propriétaires de nombreuses fois. Il est acheté au début du XXe siècle par un professeur d'ornithologie de Bonn, Alexander Koenig. Celui-ci fait construire en 1904 le château actuel en style historiciste, mélangeant des éléments du baroque, du rococo avec le Jugendstil. On entre au château par un portail à colonnes donnant sur une allée et de vastes écuries, avec des bâtiments agricoles, un pigeonnier (où se trouve aujourd'hui un café), etc. Le château se trouve devant un bassin et présente un corps de logis à deux niveaux auquel on accède par une double rampe. L'avant-corps semi-circulaire du milieu est surmonté d'un fronton galbé et d'un toit en demi-coupole couronné par une flèche et une girouette. L'entrée d'honneur est surmontée par une marquise de verre à structure de fonte.
Le château est surtout connu pour son parc à l'anglaise de huit hectares dessiné par Georg Kuphaldt (directeur des jardins de la ville de Riga), avec ses arbres et ses plantes que le professeur Koenig, qui était aussi dendrologue, a rapportés du monde entier. On y remarque des séquoias, des tulipiers, des cèdres du Japon, des pins parasols du Japon, des catalpas, toutes sortes de conifères, etc.
Le château, privatisé en 1995, dispose d'une vingtaine d'appartements et de chambres à louer pour des séjours de vacances ou de courts séjours, ainsi que de salles de réceptions. Des concerts et des expositions y sont organisés régulièrement.

## Illustrations

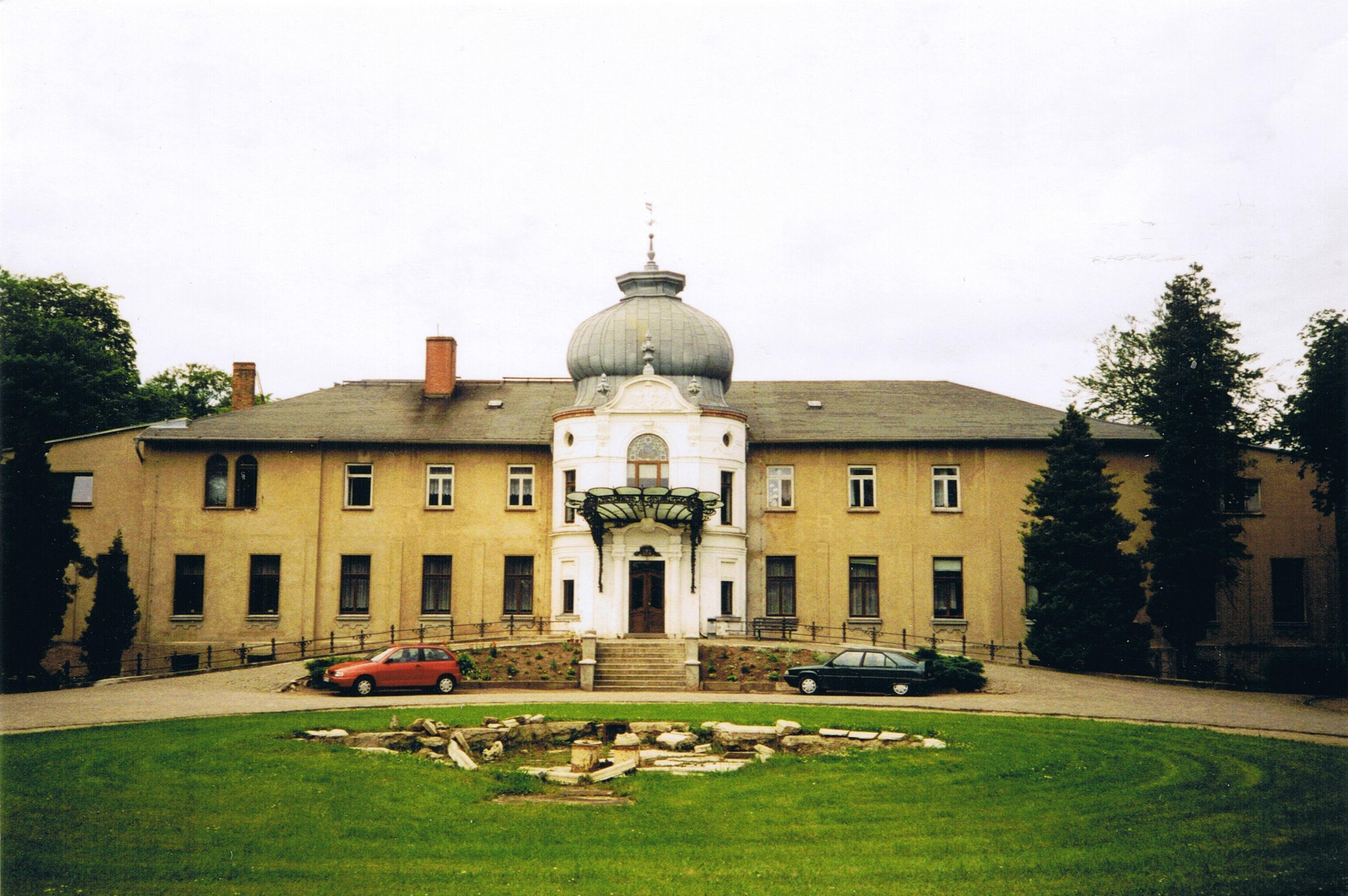
Façade du château en 1999
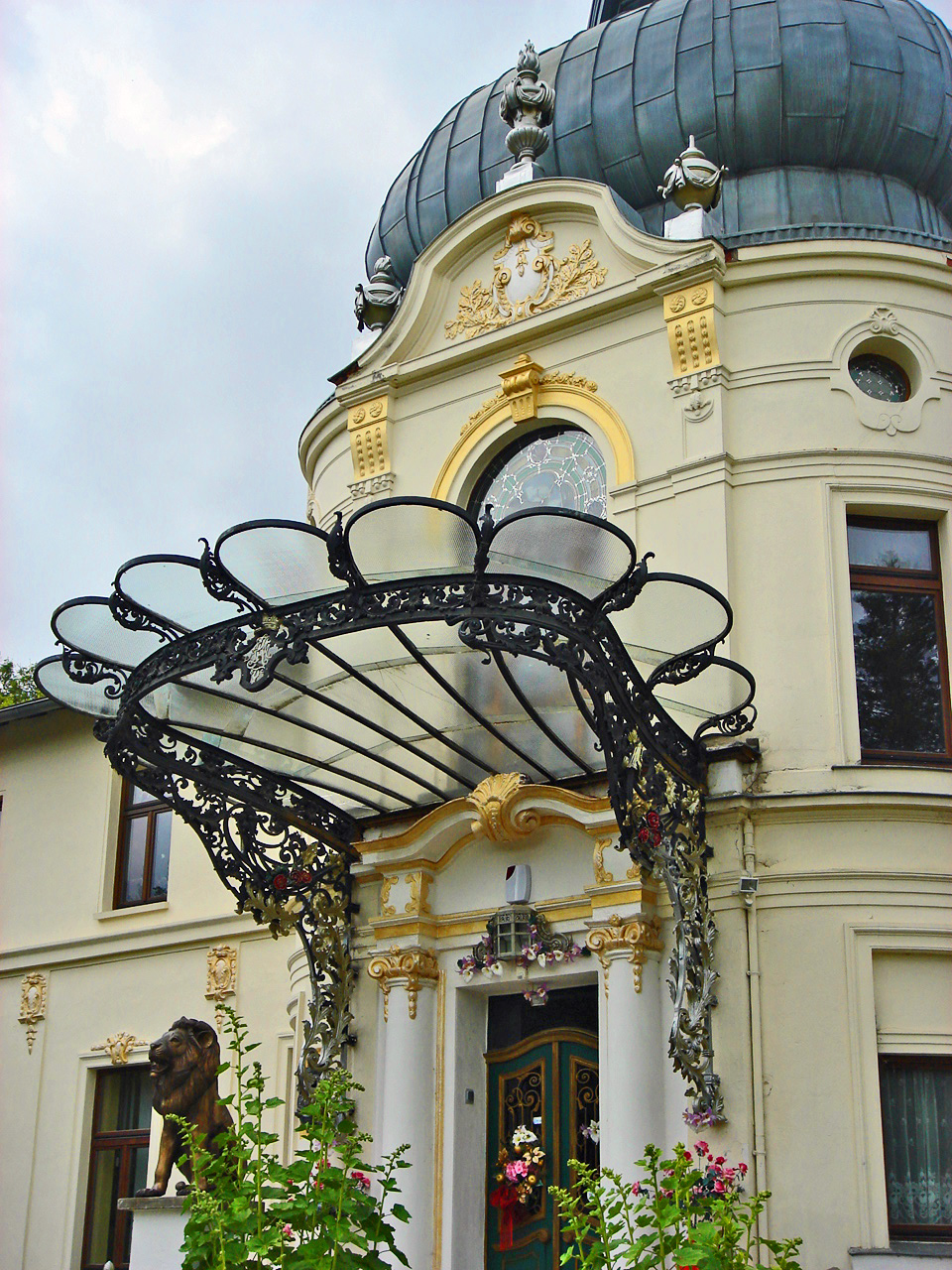
Entrée d'honneur
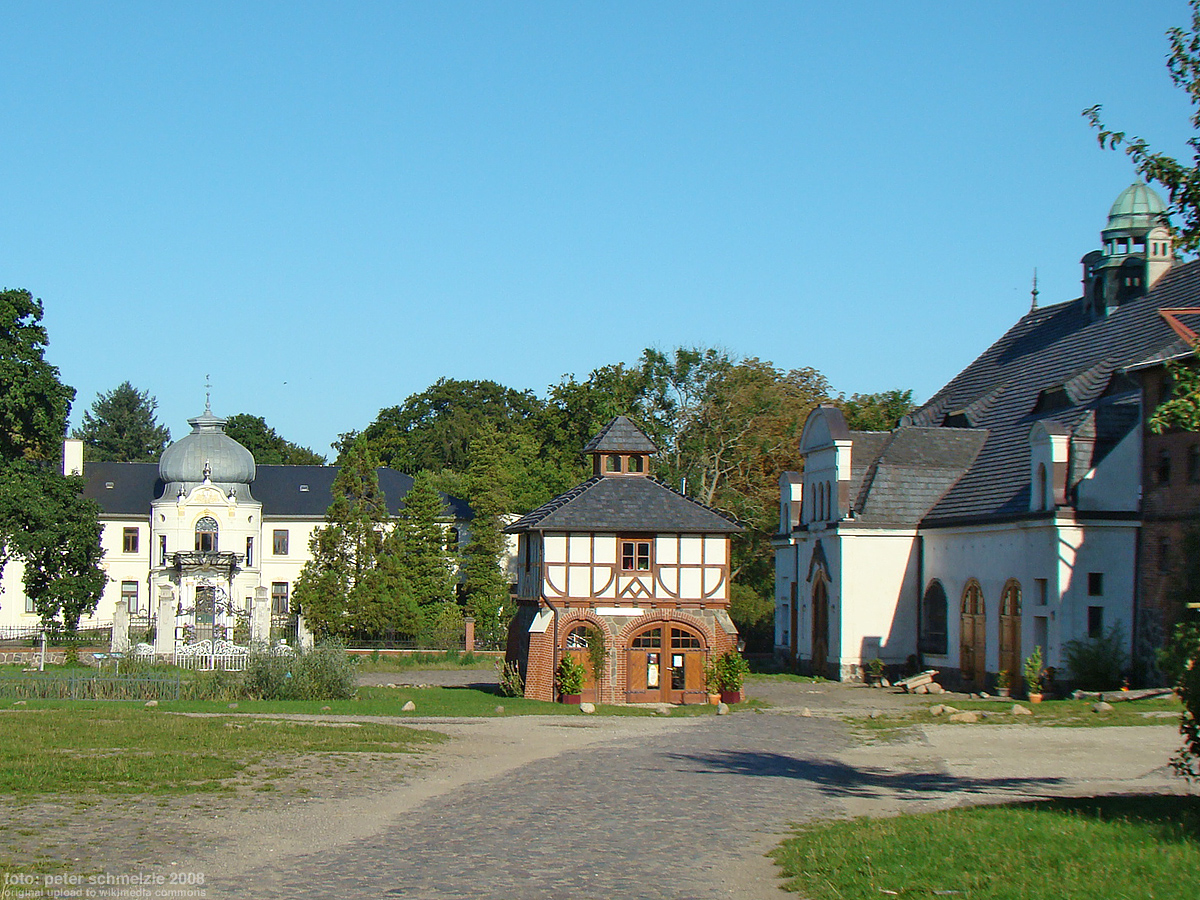
Vue des communs à droite du château
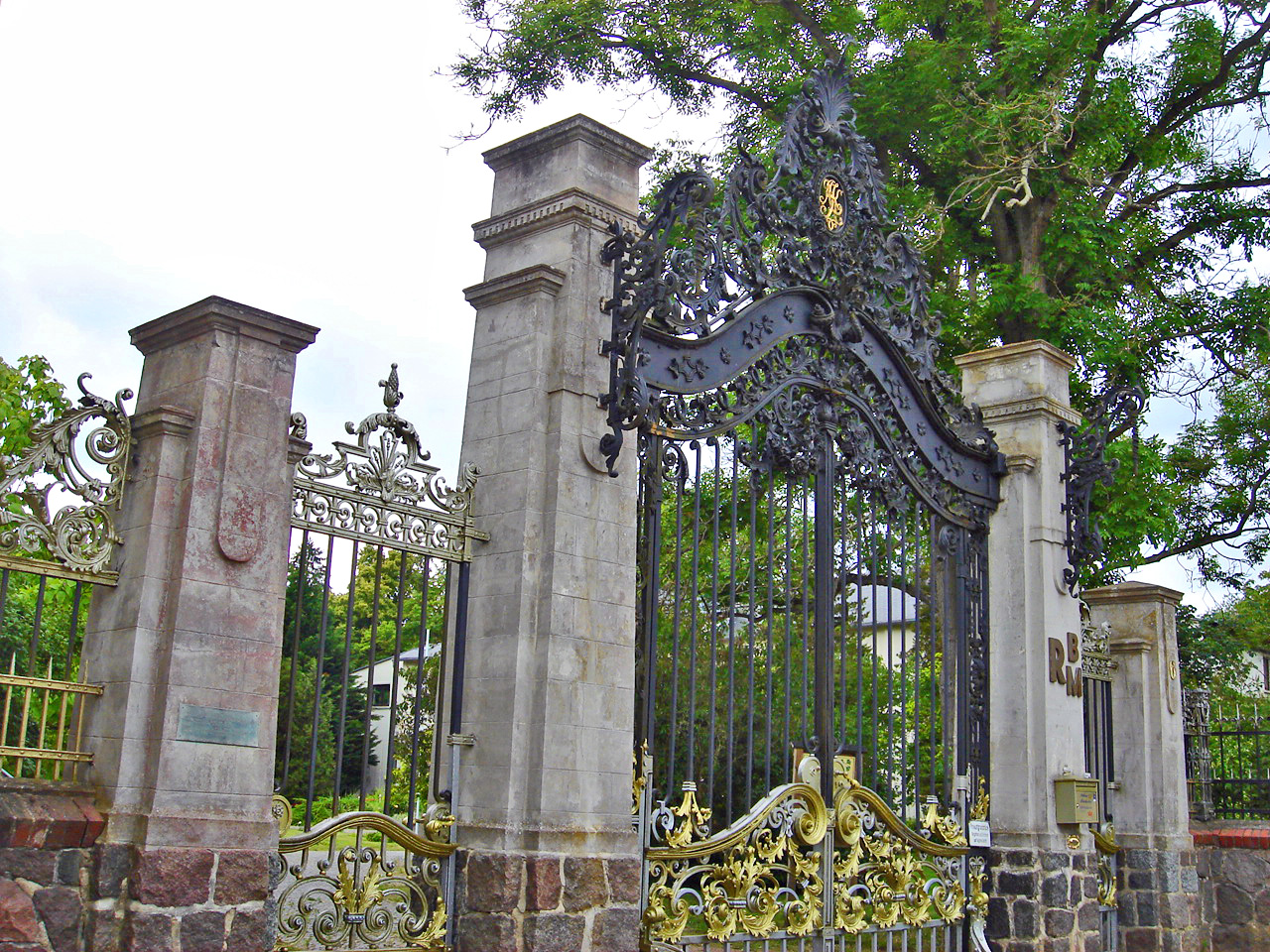
Portail du parc